# Julio Requejo Santos
Julio Requejo Santos (La Coruña, 1885 - Zaragoza, 1951) fue un militar español y además un activo fotógrafo aficionado.

## Biografía
Julio Requejo Santos, como fotógrafo aficionado, fue fundador de la Real Sociedad Fotográfica de Zaragoza, en 1922, junto con otros renombrados fotógrafos zaragozanos.
Por su condición de militar participó en la guerra del Rif, entre 1925 y 1927.

## Archivo fotográfico
En tanto que fotógrafo nos ha legado un importante álbum fotográfico de España y Marruecos español, de principios del siglo XX. Se sabe que también realizó películas en 16 mm aunque se desconoce dónde se encuentran en la actualidad.
El archivo fotográfico de Julio Requejo se conserva en Aragón (España) en el Archivo Histórico Provincial de Zaragoza (AHPZ) desde 2005, año en que fue adquirido por el Gobierno de Aragón (Resolución de 16 de junio de 2005, de la Dirección General de Patrimonio Cultural, por la que se da publicidad a la adquisición directa del Archivo Fotográfico Julio Requejo).
El archivo se compone de 2000 fotografías realizadas entre 1916 y 1928.

## Acceso
El acceso a las fotografías es libre aunque, en algunos casos, puede haber restricciones por motivos de conservación (Ley 16/1985, de 25 de junio, del Patrimonio Histórico Español, artículo 62) y también por razones de protección de datos (Ley Orgánica 15/1999 de Protección de Datos de Carácter personal).
El fondo digitalizado puede consultarse en el AHPZ y también a través del buscador DARA, Documentos y Archivos de Aragón.